# 대성그룹

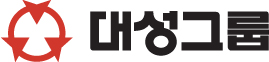
대성그룹 로고

대성그룹(大成, Daesung Group)은 1947년 창업주 해강 김수근 회장에 의해 설립된 대성산업공사가 모태가 되어 연탄사업을 시작으로 석유, 도시가스, 신재생에너지(태양열, 태양광, 풍력, 연료전지 등), 환경에너지(LFG, RDF, 바이오가스) 사업 등 에너지 사업을 전문으로 하는 에너지 기업이다. 2001년 이후에는 김영훈 회장이 이끄는 대성그룹 계열 외에 대성산업을 중심으로 하는 대성합동지주 계열(회장 김영대)과 서울도시가스그룹 계열(회장 김영민)로 분리되어 재무적으로나 사업적으로 완전히 독립된 경영을 영위해 나가고 있다.
대성그룹의 주요 에너지 계열사로는 대성에너지㈜, 대성청정에너지㈜, 대성환경에너지㈜ 등이 있다.
대성그룹은 김영훈 회장이 취임한 2000년 제2창업을 선포한 이후, 에너지 사업 외에도 환경, 건설, IT, 금융, 문화, 교육, 미디어 등 다양한 분야에 진출했다. 특히, 계열사인 포털사이트 코리아닷컴, (주)대성, 대성창업투자 등을 중심으로 IT, 출판, 영화, 방송콘텐츠, 음악, 게임, 애니메이션 등 문화콘텐츠 사업분야에 집중 투자하고 있다.
| 대성그룹 | |
| -------- | --- |
| 산업분야 | 에너지, 문화콘텐츠 등 |
| 창립연도 | 1947년 |
| 창립자   | 김수근 |
| 국가     | 대한민국 |
| 본사     | 서울특별시 종로구 우정국로 68(관훈동) 동덕빌딩 6/11/12 층 |
| 핵심인물 | 김영훈(현 대성그룹 회장) |
| 자회사   | 대성홀딩스(www.daesung-holdings.com), 대성에너지(www.daesungenergy.com), 대성청정에너지(www.daesungcleanenergy.co.kr), 대성환경에너지(www.deeco.co.kr), 대성창업투자 (www.daesungpe.com), 코리아닷컴(www.korea.com)등 |
| 웹사이트 | 대성그룹 (www.daesung.com), CEO 웹사이트(www.younghoonkim.com), |

## 연혁
- 1947. 05. 10: 대성산업공사 창립
- 1959. 09. 18: 대성연탄(주) 설립
- 1960. 07. 10: 문경탄광 인수
- 1964. 04: LPG판매업 시작
- 1968. 07. 04: 대성산업(주) 설립
- 1976. 06. 25: 대성광업개발(주) 설립
- 1976. 07. 19: 창원기화기공업(주) 설립
- 1979. 02. 19: 대성산소(주) 설립 (現 DIG에어가스(주))
- 1980. 11. 19: 대성 호주 현지법인 설립
- 1982. 03. 25: 대성 미국 현지법인 설립
- 1983. 01. 31: 대구도시가스(주) 설립 (現 대성에너지(주))
- 1983. 12. 01: 서울도시가스(주) 설립
- 1997. 07. 12: 경북도시가스(주) 설립 (現 대성청정에너지(주))
- 2000. 12. 28: 김영훈 회장 취임
- 2001. 12. 19: 글로리아트레이딩(주) 설립 (現 대성큐(주))
- 2002. 04. 24: 대성해강과학문화재단 설립
- 2002. 05. 10: 대성청정에너지연구소(DICE) 개소
- 2002. 06. 28: 인사이트벤처(주)인수 (現 대성창업투자(주))
- 2002. 11. 20: 대성닷컴(주) 설립 (現 (주)대성)
- 2002. 12. 18: 대성차이나(주) 설립
- 2003. 06. 18: 대성글로벌네트웍(주) 설립
- 2003. 09. 02: 액츠투자자문(주) 인수 (現 대성투자자문(주))
- 2004. 05. 24: 대구에너지환경(주) 설립 (現 대성환경에너지(주))
- 2006. 01. 20: (주)코리아닷컴커뮤니케이션즈 인수
- 2006. 12. 05: 네오팜 설립
- 2007. 02. 19: 네오팜 오스트레일리아 설립
- 2008. 06. 26: 코리안드림(유) 설립
- 2009. 05. 08: 대성이앤씨(주) 설립
- 2009. 10. 01: 대성홀딩스(주) 설립
- 2010. 08. 31: 대성인베스트먼트(주) 설립 (現 대성밸류인베스트먼트(주))
- 2011. 06. 13: 스카이프(Skype) 국내 사업협력 계약 체결
- 2015. 10. 01: 글로리아트레이딩(주) 자회사 대성큐(주) 설립

## 계열사

### 지주회사
- 대성홀딩스: 경영 컨설팅, M&A, 법무, 경영 진단, 감사
  - 교육콘텐츠 사업부문: 한국교총 원격교육연수 사업, 영재교육 사업, 기업위탁교육, 학원 e-러닝 서비스
  - IT 사업부문: 스카이프(Skype) 서비스, 모바일 총판 사업, 이동통신재 판매사업, 제품솔루션 사업, SM 사업

### 에너지
- 대성에너지 (구 대구도시가스)
  - 도시가스 사업부: 도시가스 공급, CNG 충전소 운영
  - 웰베이 사업부: 친환경 농산물 및 웰빙상품 온라인 판매, 주말농장 운영
  - 세너지 사업부: 대구 죽곡지구 구역형 집단에너지 사업 (전기 및 냉난방 공급)
- 대성환경에너지: 매립가스 (LFG) 자원화 시설 운영
- 대성청정에너지 (구 경북도시가스): 도시가스 공급
- 대성에너지 제 1,2,3 서비스 (구 알파/베타/감마서비스): 도시가스 공급세대 안전 관리

### 문화콘텐츠
- (주)대성: 도서 출판
- 코리아닷컴커뮤니케이션즈: 인터넷 포털 서비스

### 금융
- 대성창업투자: 금융 투자조합 운영, 인큐베이팅 사업
- 대성투자자문: 금융 투자자문 및 투자일임업

### 패션 외 기타
- 대성글로벌네트웍
  - CRM 사업부: 콜센터 아웃소싱, 인재파견, ASP사업
- (주)대성큐: 아동복 제조 및 판매 (OUR-Q)

### 해외법인
- 네오팜: 사과, 키위, 복숭아 재배 (뉴질랜드 소재)
- 네오팜 오스트레일리아: 마카다미아 재배, 농장체험
- 대성아메리카: 유기농 아몬드 및 호두 재배, 부동산 임대업
- 대성차이나: 아동복 생산 및 수출∙입, 판매 (OUR-Q)
- 코리안드림: GEEP프로젝트 운영 및 관리, 몽골지역 신사업 발굴

### 비영리 재단
- 대성해강과학문화재단: 과학기술 연구단체 지원 및 인재 육성, 과학 관련 사업 후원
- 해강대성장학회: 장학사업

## 대성그룹 회장 김영훈

### 학력
- 1952: 대구 출생
- 1968 - 1971: 경기고등학교
- 1971 - 1975: 서울대학교 법대 행정학과
- 1977 - 1981: 미시간대학교 대학원 법학 석사(MCL) 경영학 석사(MBA)
- 1984 - 1987: 하버드대학교 대학원 신학 석사(M. Div)

### 경력
- 2016 - 현재: 세계에너지협의회(World Energy Council) 회장
- 2016 - 현재: 산업통상자원부 에너지정책 고위자문단
- 2005 - 현재: 서울과학기술대학교 에너지환경대학원 명예대학원장
- 2002 - 현재: 전국경제인연합회 한미재계회의 한국위원
- 2000 - 현재: 대한상공회의소 한몽 경제협력위원회 위원장
- 2015 - 2015: 2015 제7차 세계물포럼 조직위원회 부위원장
- 2015 - 2015: 한국과학기술단체총연합회 국가발전포럼 1기
- 2013 - 2016: 세계에너지협의회(World Energy Council) 공동회장
- 2013 - 2013: 2013 대구세계에너지총회 조직위원회 대외협력 공동위원장
- 2012 - 2014: 산업통상자원부 제2기 에너지위원회 위원
- 2011 - 2013: 한중국제교류재단 자문위원
- 2009 - 2013: 2013 대구세계에너지총회 조직위원회 수석부위원장
- 2009 - 2012: 제3대 한국문화산업교류재단 이사장
- 2009 - 2011: 대구은행 사외이사
- 2008 - 2011: 문화체육관광부 민간정책자문기구 콘텐츠코리아추진위원회 위원장
- 2008 - 2011: ABAC 지속가능개발 실무그룹(SDWG) 기후변화 이슈 공동의장
- 2005 - 2012: 대구육상경기연맹 회장
- 2005 - 2011: 세계에너지협의회(World Energy Council) 부회장(아태지역 담당)
- 2004 - 2012: 전국경제인연합회 문화산업특별위원회 위원장
- 2002 - 2008: 제8대, 9대 한국도시가스협회 회장
- 2001 - 2011: 주한 몽골 명예영사
- 1999 - 2011: ABAC 위원(APEC 기업 자문위원)
- 1998 - 2010: 사랑의 집짓기 운동 연합회(해비타트) 한국본부 이사